# Diocèse de Criciúma
Le diocèse de Criciúma (en latin, Dioecesis Criciumensis) est une circonscription ecclésiastique de l'Église catholique au Brésil.
Son siège se situe dans la ville de Criciúma, dans l'État de Santa Catarina. Créé en 1998, il est suffragant de l'archidiocèse de Florianópolis et s'étend sur 5 093 km2.
Son évêque  est depuis 2009 Mgr Jacinto Inácio Flach.